# Тарасеня, Александр Николаевич
Александр Николаевич Тарасеня (бел. Аляксандр Мікалаевіч Тарасеня; род. 25 сентября 1996, Ляховичи, Брестская область) — белорусский футболист, центральный защитник клуба «Ивацевичи».

## Карьера
Воспитанник ляховичского футбола. Первоначально в возрасте 5 лет занимался дзюдо, однако вскоре молодого парня заметил тренер по футболу и пригласил поиграть у него в команде. В возрасте 7 лет окончательно решил сменить вид спорта на футбол. Первым тренером был Василий Михайлович Бут-Гусаим. В возрасте 10 лет по приглашению Дмитрия Александровича Матулиса приезжал в Ганцевичи для выступления за местную ДЮСШ, хотя на тот момент футболист уже выступал на лицензировании за микашевичский «Гранит». За микашевичский клуб дебютировал 3 июля 2016 года в матче Высшей Лиге против бобруйской «Белшины». Затем еще небольшой период представлял клуб в Первой Лиге. В 2018 году получил статус свободного агента.
С 2018 года стал выступать за различные команды, в основном из Ганцевичей, по футболу на уровне районных и областных чемпионатов. Также закончил Белорусский государственный университет физической культуры, получив специальность тренера по двум видам спорта – футбол и гандбол, а также отучился ещё и на судью по спорту. Неоднократно становился призёром с футбольными командами и клубами по мини-футболу. С 2020 году также стал выступать за клуб «Ивацевичи» во Второй Лиге.